# MG-155
A MG-155 é uma rodovia brasileira do estado de Minas Gerais localizada na mesorregião Metropolitana de Belo Horizonte. Pela direção e sentido que ela percorre, é considerada uma rodovia longitudinal. É denominada Rodovia Engenheiro Luiz Natali Baccarini por força da Lei Estadual 19220.
Liga a cidade de Jeceaba à BR-383, no município de São Brás do Suaçuí. Possui 13,7 km de extensão e é totalmente pavimentada.